# Leonidas Zoras
Leonidas Zoras (griechisch Λεωνίδας Ζώρας, * 23. Februar 1905 in Sparta; † 22. September 1987 in Athen) war ein griechischer Komponist.

## Leben
Zoras studierte an der Universität Athen Rechtswissenschaften und gleichzeitig Dirigieren und Kompositionslehre bei Manolis Kalomiris, Dimitri Mitropoulos und Emilios Riadis. Er unterrichtete am Nationalen Konservatorium von 1926 bis 1938 Musiktheorie. Bis 1940 studierte er dann an der Musikhochschule Berlin bei Walther Gmeindl, Clemens Schmalstich, Fritz Stein, Hermann Grabner, Paul Höffer und Boris Blacher. Er wirkte bis 1958 als Dirigent des Opernhauses in Athen; darauf dirigierte er an der Deutschen Oper in Berlin. 1968 wurde er Direktor des Nationalen Odeon in Athen. Er komponierte Opern und Ballette, eine Sinfonie, eine sinfonische Skizze, eine Suite und eine "Legende" für Orchester, kammermusikalische Werke, Klavierstücke, Lieder und Schauspielmusiken.